# Hilara perturbans
Hilara perturbans är en tvåvingeart som beskrevs av Mario Bezzi 1909. Hilara perturbans ingår i släktet Hilara och familjen dansflugor. Inga underarter finns listade i Catalogue of Life.